# Zoran Petrović
Zoran Petrović (in serbo Зоран Петровић?; Belgrado, 22 agosto 1960) è un ex pallanuotista jugoslavo, vincitore di una medaglia d'oro alle olimpiadi di Los Angeles 1984 e di un oro mondiale nel 1986.